# Diecéze Graz-Seckau
Diecéze Graz-Seckau (štýrskohradecko-sekovská, latinsky Dioecesis Graecensis-Seccoviensis) je římskokatolická diecéze v rakouské církevní provincii salcburské, do roku 2015 vedená biskupem Egonem Kapellarim, po roce 2015 v jejím čele stojí Wilhelm Krautwaschl. Zahrnuje v podstatě území rakouské spolkové země Štýrsko. Katedrálním chrámem diecéze je katedrála sv. Jiljí.

## Historie

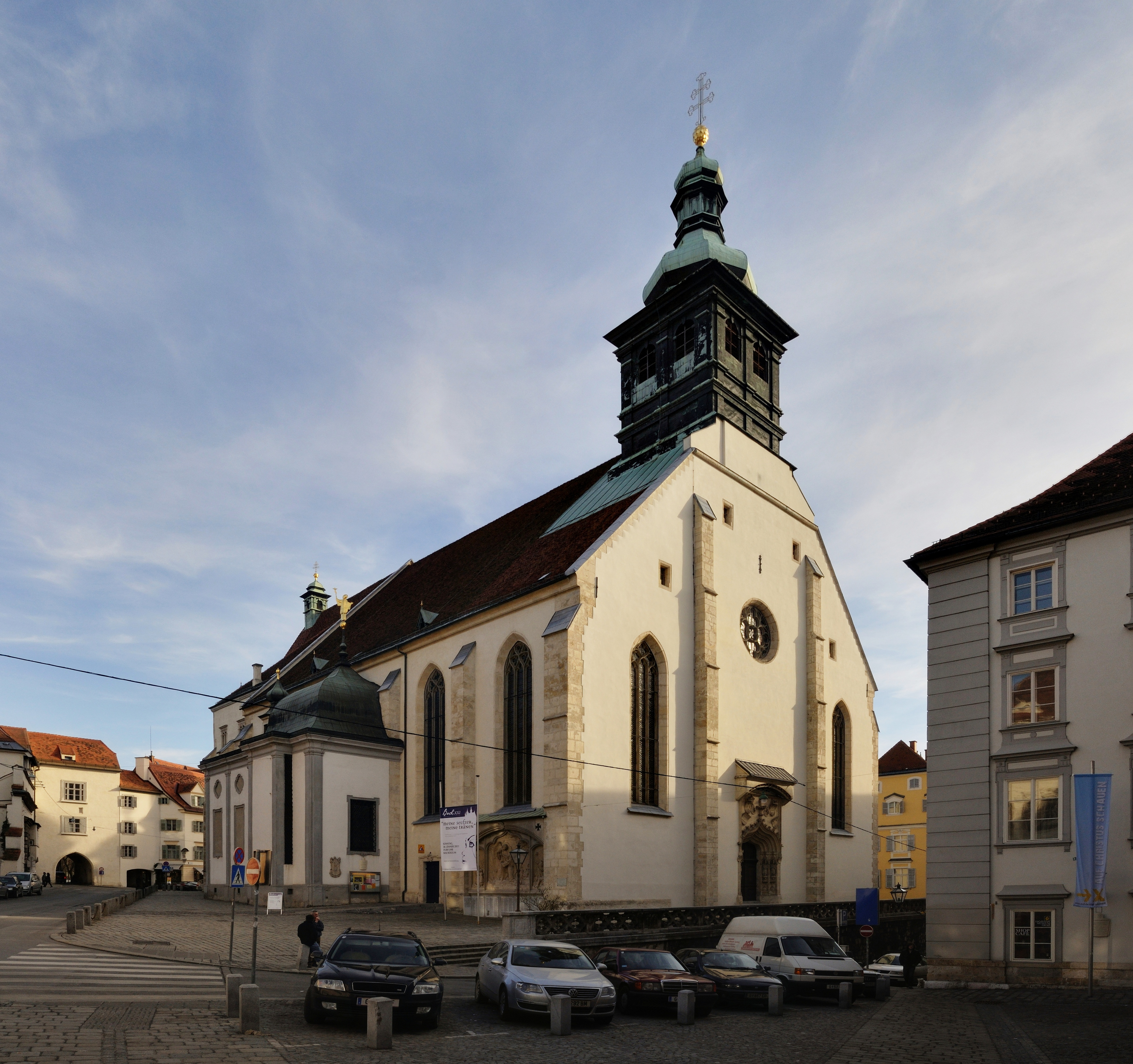
Katedrála svatého Jiljí ve Štýrském Hradci

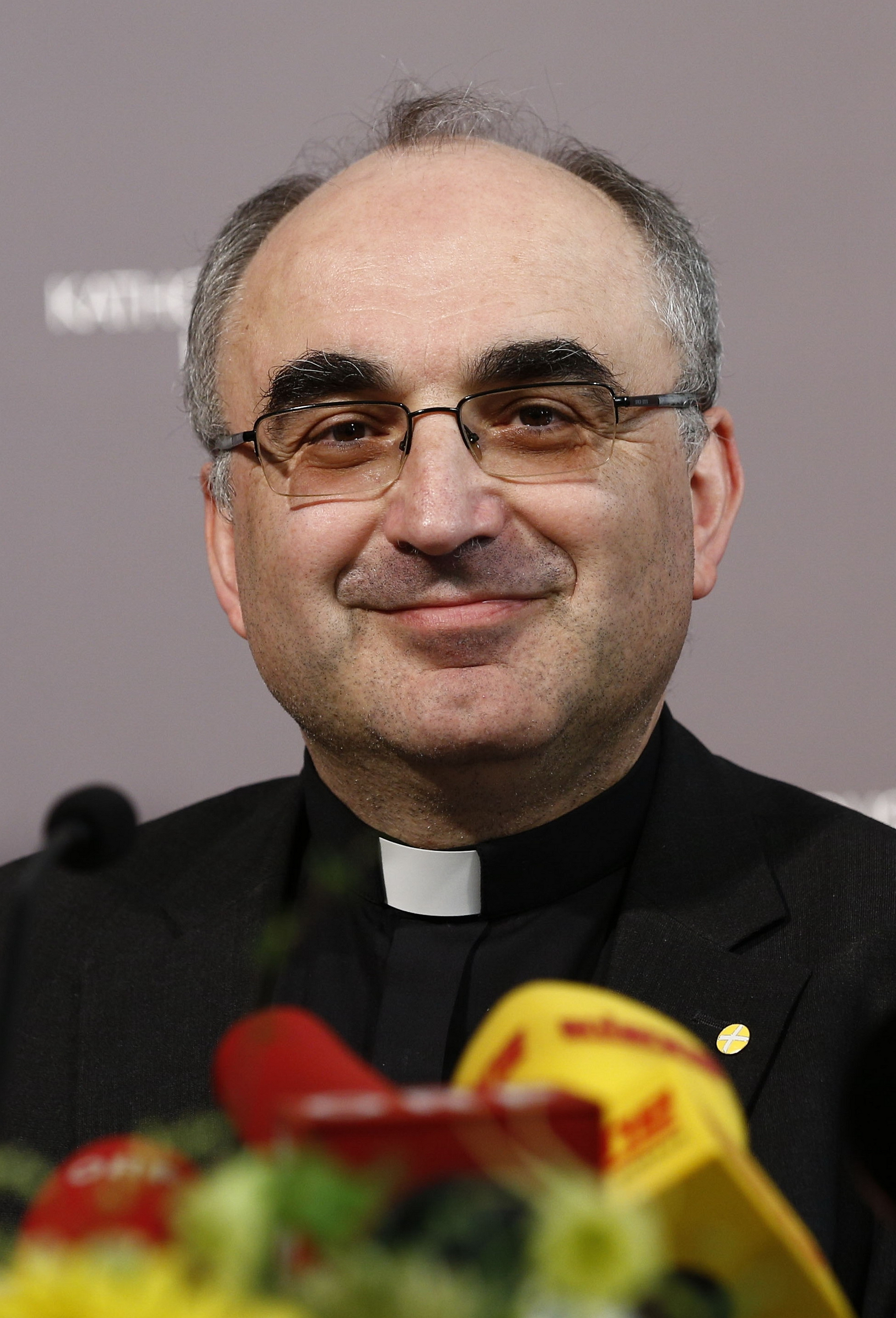
Diecézení biskup Wilhelm Krautwaschl

Salcburský arcibiskup Eberhard II. z Regensbergu založil v roce 1218 sufragánní biskupství v Sekavě (Sekavské opatství), které bylo společně s biskupstvím v Gurku a Chiemsee vlastním biskupstvím salcburských arcibiskupů, kteří jej obsazovali vlastní volbou. Sídlem biskupa, který byl zároveň vikářem pro Štýrsko, bylo sekovské opatství, a to až do roku 1782. V roce 1786 bylo sídlo diecéze přeneseno do Štýrského Hradce. Roku 1859 byla k diecézi formálně připojena diecéze leobenská, která byla spravována ze Štýrského Hradce fakticky již od roku 1800. Téhož roku 1859 byly upraveny hranice mezi diecézemi Štýrský Hradec a Lavant (dnes Arcidiecéze mariborská). Tak se začaly hranice diecéze krýt s hranicemi Štýrska.